# Elecciones municipales de Piura de 1966
Las elecciones municipales de Piura de 1966 se llevaron a cabo el 13 de noviembre de 1966 para elegir al alcalde y al Concejo Provincial de Piura para el periodo 1967-1969. La elección se celebró simultáneamente con elecciones municipales en todo el país.

## Sistema electoral
La Municipalidad Provincial de Piura es el órgano administrativo y de gobierno de la provincia de Piura. Está compuesta por el alcalde y el Concejo Provincial.
La votación del alcalde y el concejo se realiza en base al sufragio universal alfabeto, que comprende a todos los ciudadanos nacionales y no nacionales mayores de veintiún años, empadronados y residentes en la provincia de Piura y en pleno goce de sus derechos políticos.
El Concejo Provincial de Piura está compuesto por 14 concejales elegidos por sufragio directo para un período de tres (3) años, en forma conjunta con la elección del alcalde (quien lo preside). La votación es por lista cerrada y bloqueada. Se asigna a cada lista los escaños según el método d'Hondt.

## Composición del Concejo Provincial de Piura
La siguiente tabla muestra la composición del Concejo Provincial de Piura antes de las elecciones.
| Partidos | Partidos                                                    | Concejales |
| -------- | ----------------------------------------------------------- | ---------- |
|          | Alianza Acción Popular - Democracia Cristiana               | 7          |
|          | Coalición Partido Aprista Peruano - Unión Nacional Odriísta | 6          |
|          | Lista Independiente Luciano Castillo                        | 1          |

## Partidos y candidatos
A continuación se muestra una lista de los principales partidos y alianzas electorales que participaron en las elecciones:
| Candidatura | Candidatura | Partidos y alianzas | Candidatos | Candidatos                 | Ideología                                           | Resultado previo | Resultado previo | Ref. |
| Candidatura | Candidatura | Partidos y alianzas | Candidatos | Candidatos                 | Ideología                                           | Votos (%)        | Con.             | Ref. |
| ----------- | ----------- | --- | ---------- | -------------------------- | --------------------------------------------------- | ---------------- | ---------------- | ---- |
|             | AP–DC       | Lista - Alianza Acción Popular - Democracia Cristiana (AP–DC) – Acción Popular (AP) – Partido Demócrata Cristiano (DC)                          |            | Orlando Balarezo Calle     | Liberalismo Humanismo Democracia cristiana          | 46.23%           | 7                |      |
|             | APRA–UNO    | Lista - Coalición Partido Aprista Peruano - Unión Nacional Odriísta (APRA–UNO) – Partido Aprista Peruano (APRA) – Unión Nacional Odriísta (UNO) |            | Carlos García y García     | Aprismo Conservadurismo social Populismo de derecha | 40.91%           | 6                |      |
|             | IND         | Lista - Lista Independiente Socialista |            | Melquiades Castillo Dávila | Localismo piurano Socialismo democrático            | Nuevo            | Nuevo            |      |
|             | IND         | Lista - Lista Independiente Radical Independiente Piurana                                                                                       |            | Ernesto Castilla Guerrero  | Localismo piurano                                   | Nuevo            | Nuevo            |      |

## Resultados

### Sumario general
|                        |                                                                        |              |              |              |            |            |
| Partidos y coaliciones | Partidos y coaliciones                                                 | Voto popular | Voto popular | Voto popular | Concejales | Concejales |
| Partidos y coaliciones | Partidos y coaliciones                                                 | Votos        | %            | +/−          | Total      | +/−        |
|                        | Alianza Acción Popular - Democracia Cristiana (AP–DC)                  | 13,544       | 44.41        | –1.82        | 7          | ±0         |
|                        | Coalición Partido Aprista Peruano - Unión Nacional Odriísta (APRA–UNO) | 13,536       | 44.38        | +3.47        | 6          | ±0         |
|                        | Lista Independiente Socialista                                         | 2,960        | 9.70         | n/a          | 1          | +1         |
|                        | Lista Independiente Radical Independiente Piurana                      | 459          | 1.50         | n/a          | 0          | ±0         |
|                        |                                                                        |              |              |              |            |            |
| Total                  | Total                                                                  | 30,499       |              |              | 14         | ±0         |
|                        |                                                                        |              |              |              |            |            |
| Votos válidos          | Votos válidos                                                          | 30,499       | 89.64        | +4.19        |            |            |
| Votos en blanco        | Votos en blanco                                                        | 1,695        | 4.98         | –2.17        |            |            |
| Votos nulos            | Votos nulos                                                            | 1,831        | 5.38         | –2.01        |            |            |
| Votos emitidos         | Votos emitidos                                                         | 34,025       | n/a          | n/a          |            |            |
| Abstenciones           | Abstenciones                                                           | n/d          | n/a          | n/a          |            |            |
| Votantes registrados   | Votantes registrados                                                   | n/d          |              |              |            |            |
|                        |                                                                        |              |              |              |            |            |
| Fuente:                |                                                                        |              |              |              |            |            |

## Elecciones municipales distritales

### Resultados por distrito
La siguiente tabla enumera el control de los distritos de la provincia de Piura. El cambio de mando de una organización política se resalta del color de ese partido.
| Distrito               | Alcalde(sa) titular                                         | Partido político                                            | Partido político                                            | Alcalde(sa) electo(a)      | Partido político | Partido político   |
| ---------------------- | ----------------------------------------------------------- | ----------------------------------------------------------- | ----------------------------------------------------------- | -------------------------- | ---------------- | ------------------ |
| Bellavista de la Unión | Creación del distrito (Ley N° 15417, 29 de enero de 1965)   | Creación del distrito (Ley N° 15417, 29 de enero de 1965)   | Creación del distrito (Ley N° 15417, 29 de enero de 1965)   | Alejandro Aldana Pazo      |                  | Coalición APRA-UNO |
| Bernal                 | Ricardo Ruiz Huidobro                                       |                                                             | Alianza AP-DC                                               | Manuel Chunga Ayala        |                  | Coalición APRA-UNO |
| Castilla               | Manuel Gallardo Juárez                                      |                                                             | Alianza AP-DC                                               | Sixto Navarro Castro       |                  | Alianza AP-DC      |
| Catacaos               | Domingo Sánchez Cruz                                        |                                                             | Alianza AP-DC                                               | Pedro More Chinga          |                  | Alianza AP-DC      |
| Cristo Nos Valga       | Creación del distrito (Ley N° 15434, 19 de febrero de 1965) | Creación del distrito (Ley N° 15434, 19 de febrero de 1965) | Creación del distrito (Ley N° 15434, 19 de febrero de 1965) | José Amaya Temoche         |                  | Coalición APRA-UNO |
| Cura Mori              | Creación del distrito (Ley N° 15434, 19 de febrero de 1965) | Creación del distrito (Ley N° 15434, 19 de febrero de 1965) | Creación del distrito (Ley N° 15434, 19 de febrero de 1965) | Alberto Oliva León         |                  | Alianza AP-DC      |
| El Tallán              | Creación del distrito (Ley N° 15434, 19 de febrero de 1965) | Creación del distrito (Ley N° 15434, 19 de febrero de 1965) | Creación del distrito (Ley N° 15434, 19 de febrero de 1965) | Juan Macalupú Mendoza      |                  | Alianza AP-DC      |
| La Arena               | Carlos Vargas Sotomayor                                     |                                                             | Alianza AP-DC                                               | Ántero Mendoza Coveñas     |                  | Alianza AP-DC      |
| La Unión               | Miguel Ortiz Silva                                          |                                                             | Lista Independiente N° 5                                    | César Ramos Purizaca       |                  | Alianza AP-DC      |
| Las Lomas              | Erasmo Martínez Valdiviezo                                  |                                                             | Coalición APRA-UNO                                          | Erasmo Martínez Valdiviezo |                  | Coalición APRA-UNO |
| Rinconada-Llícuar      | Creación del distrito (Ley N° 15434, 19 de febrero de 1965) | Creación del distrito (Ley N° 15434, 19 de febrero de 1965) | Creación del distrito (Ley N° 15434, 19 de febrero de 1965) | Marco de Lellis Alarcón    |                  | Alianza AP-DC      |
| Sechura                | Manuel Purizacas Fiestas                                    |                                                             | Coalición APRA-UNO                                          | Toribio Paiva Chunga       |                  | Coalición APRA-UNO |
| Tambo Grande           | Francisco Celi Burneo                                       |                                                             | Coalición APRA-UNO                                          | Carlos Schaefer Seminario  |                  | Alianza AP-DC      |
| Vice                   | Benjamin Aldana Curo                                        |                                                             | Alianza AP-DC                                               | Mateo Bancayan Tume        |                  | Alianza AP-DC      |